# Бєлорєцький район
Бєлорє́цький район (рос. Белорецкий район, башк. Белорет районы) — адміністративна одиниця Республіки Башкортостан Російської Федерації.
Адміністративний центр — місто Бєлорєцьк.

## Населення
Населення району становить 100356 осіб (2019, 107248 у 2010, 114334 у 2002).

## Адміністративно-територіальний поділ
На території району утворено міське поселення та 19 сільських поселень, які називаються сільськими радами:
| Поселення                      | Площа, км² | Населення, осіб (2002) | Населення, осіб (2010) | Населення, осіб (2019) | Центр           | Населені пункти |
| ------------------------------ | ---------- | ---------------------- | ---------------------- | ---------------------- | --------------- | --------------- |
| Бєлорєцьке міське поселення    | 43,19      | 71093                  | 68806                  | 65054                  | Бєлорєцьк       | 1               |
| Абзаковська сільська рада      | 270,97     | 1952                   | 1935                   | 1984                   | Абзаково        | 6               |
| Азікеєвська сільська рада      | 276,89     | 2040                   | 2068                   | 1934                   | Азікеєво        | 6               |
| Ассинська сільська рада        | 859,94     | 1606                   | 1751                   | 1730                   | Асси            | 5               |
| Верхньоавзянська сільська рада | 839,37     | 2898                   | 2297                   | 1867                   | Верхній Авзян   | 2               |
| Желєзнодорожна сільська рада   | 83,05      | 2657                   | 3020                   | 2886                   | Желєзнодорожний | 1               |
| Зігазинська сільська рада      | 716,51     | 1304                   | 871                    | 678                    | Зігаза          | 6               |
| Зуяковська сільська рада       | 248,34     | 1319                   | 1407                   | 1256                   | Зуяково         | 2               |
| Інзерська сільська рада        | 3469,08    | 6346                   | 6128                   | 5860                   | Інзер           | 21              |
| Ішлинська сільська рада        | 349,07     | 1330                   | 1047                   | 865                    | Ішля            | 9               |
| Кагинська сільська рада        | 496,37     | 1317                   | 986                    | 740                    | Кага            | 3               |
| Ломовська сільська рада        | 53,73      | 3172                   | 2620                   | 2544                   | Ломовка         | 1               |
| Ніколаєвська сільська рада     | 1258,65    | 1098                   | 847                    | 708                    | Ніколаєвка      | 5               |
| Нурська сільська рада          | 488,64     | 349                    | 310                    | 334                    | Отнурок         | 4               |
| Серменевська сільська рада     | 353,12     | 2262                   | 2384                   | 2314                   | Серменево       | 5               |
| Сосновська сільська рада       | 152,96     | 1458                   | 1261                   | 1253                   | Сосновка        | 4               |
| Тірлянська сільська рада       | 216,44     | 5300                   | 4427                   | 3950                   | Тірлянський     | 1               |
| Туканська сільська рада        | 298,09     | 2131                   | 1493                   | 1106                   | Тукан           | 8               |
| Узянська сільська рада         | 540,46     | 2057                   | 1613                   | 1343                   | Узян            | 4               |
| Шигаєвська сільська рада       | 330,90     | 2046                   | 1977                   | 1950                   | Шигаєво         | 5               |

## Найбільші населені пункти
| №  | Населений пункт | Населення, осіб (2002) | Населення, осіб (2010) |
| -- | --------------- | ---------------------- | ---------------------- |
| 1  | Бєлорєцьк       | 71 093                 | 68 806                 |
| 2  | Тірлянський     | 5 300                  | 4 427                  |
| 3  | Інзер           | 4 380                  | 4 329                  |
| 4  | Желєзнодорожний | 2 657                  | 3 020                  |
| 5  | Ломовка         | 3 172                  | 2 620                  |
| 6  | Верхній Авзян   | 2 576                  | 2 024                  |
| 7  | Серменево       | 1 857                  | 2 018                  |
| 8  | Абзаково        | 1 286                  | 1 331                  |
| 9  | Тукан           | 1 850                  | 1 331                  |
| 10 | Узян            | 1 441                  | 1 140                  |

## Персоналії
В районі народилися:
- Мулдашев Ернст Ріфгатович — російський хірург-офтальмолог (село Верхнє-Серменево).